# Deportivo Humaitá
Club Deportivo Humaitá F.B.C., zwany często Deportivo Humaitá lub po prostu Humaitá, jest paragwajskim klubem piłkarskim z siedzibą w dzielnicy Corumba Cué w mieście Mariano Roque Alonso, będącym częścią zespołu miejskiego Asunción.

## Osiągnięcia
- Mistrz drugiej ligi paragwajskiej: 1993
- Mistrz trzeciej ligi paragwajskiej: 1988

## Historia
Klub założony został 19 lutego 1932 roku. W roku 1994 oddano do użytku obecny stadion klubu, mogący pomieścić 7000 widzów Estadio Pioneros de Corumba Cué. Humaita gra obecnie (2006 rok) w trzeciej lidze paragwajskiej Primera de Ascenso.